# 森聞き
『森聞き』（もりきき、morikiki）は、2011年公開の日本映画。フィンランド国際青少年映画祭正式招待作品。

## 概要
日本全国の高校生たちが、森に生きる知恵や伝統を受け継ぐ木こりや炭焼きなどの「森の名人」と呼ばれる老人たちに会いに行き、その生活を記録する活動「森の聞き書き甲子園」をもとに製作されたドキュメンタリー映画である。4人の高校生が、「森の名人」4人のもとを訪ね、そこで聞いた話をまとめて記録する姿を追った作品であり、様々な問題に直面した高校生たちが、人生経験に富む老人たちと、互いの立場から意見を交わすことを通じて、高校生たちが自分たちの進む道を見つめ直す姿を描いている。
長編ドキュメンタリー映画『ひめゆり』を監督した柴田昌平監督による長編第2作。
キャッチコピーは「山の世界って 宇宙人だな」。

## 受賞
- フィンランド国際青少年映画祭正式招待
- 平成23年 児童福祉文化賞
- 日本映画ペンクラブ（文化映画部門）第3位

## 出演
- 長谷川力雄
- 椎葉クニ子
- 小林亀清
- 杉本充
- 大浦栄二
- 中山きくの
- 河合和香
- 井村健人
- 大浦浩
- 大浦百合子
- 河合由香
- 河合玲香
- 椎葉勝
- 椎葉ミチヨ
- 陳内一瑛
- 沼口和美
- 長谷川園江

## スタッフ
- 製作・配給 - プロダクション・エイシア
- 監督・脚本・編集 - 柴田昌平
- プロデューサー - 大兼久由美、小泉修吉
- 撮影 - 那倉幸一
- 音楽 - ラヤトン
- アニメーション制作 - 池田早紀
- 映像技術 - 北澤孝司
- 録音 - 門倉徹
- 音響効果 - 鈴木利之
- 特別協力 - NPO共存の森ネットワーク